# Árbol Blanco de Minas Tirith

Bandera adoptada por los herederos de Elendil para el Reino de Gondor, que incluye como elemento destacado una representación del Árbol Blanco.

En el universo imaginario de J. R. R. Tolkien, el Árbol Blanco de Minas Tirith o simplemente el Árbol Blanco es un árbol que está ubicado en la Plaza del Manantial en la ciudadela en lo alto de Minas Tirith y es el símbolo de Gondor en donde se lo venera por ser un superviviente de los Días Antiguos. Fue descubierto por los númenóreanos y a partir de ese día, se convirtió en su blasón. El árbol blanco también aparece como motivo en la bandera de Gondor.

## Historia
El Árbol Blanco tiene, para los Dúnedain de Gondor una historia cargada de mitos y leyendas. Su origen debe remontarse a los Años de la Oscuridad, antes de la Primera Edad del Sol cuando los dos Árboles de Valinor, fueron destruidos por Melkor y Ungoliant. Ante la tristeza de los Eldar llegados a Valinor, cuando se enteraron de la historia de los Árboles; Yavanna creó un Árbol para estos llamado Galathilion, cuyo nombre en Sindarin significa «árbol blanco de la Luna» y fue plantado en Tirion. 
Galathilion tuvo varios vástagos uno de Ellos se llamó Celeborn cuya traducción del sindarin significa «árbol de plata» o «árbol blanco de los Eldar». Ahora Bien, cuando Erü creó la isla de Númenor y aceptó que los edain, supervivientes de Beleriand, moraran en ella, los Eldar de Tol Eressëa les regalaron a Elros un vástago de Celeborn, que los Dúnedain llamaron Nimloth, cuyo nombre significa «capullo blanco». Fue plantado en el patio del rey en Armenelos.
Cuando comenzaron las disensiones internas entre los Fieles y los Hombres del Rey, Nimloth fue abandonado. Y con la llegada de Sauron a Númenor fue directamente quemado. Poco antes de ello, Isildur, hijo mayor de Elendil, en una intrépida acción, salvó una fruta de Nimloth y la llevó consigo a la Tierra Media antes del hundimiento de Númenor. De esa fruta, nació un vástago que fue plantado en Minas Ithil. Ese retoño de Nimloth creció hasta convertirse en el Árbol Blanco, símbolo de los reyes de Gondor.
Durante la Guerra de la Última Alianza entre Elfos y Hombres, Sauron atacó y tomó la Ciudad (3429 S. E.) y quemó el Árbol. Pero Isildur, otra vez, tomo una semilla y la llevó consigo a Minas Anor y la plantó en la ciudadela en donde por más de 1600 años en la Tercera Edad creció y se embelleció en ese lugar. 
La Gran Peste de 1636 T. E. no sólo hizo estragos entre la población de Gondor, sino que contribuyó al abandono y en consecuencia a la muerte del Árbol Blanco. El rey Tarondor plantó otro vástago de ese árbol que sobrevivió hasta la muerte del senescal Belecthor II en 2852 T. E., pero como no se pudo hallar un vástago, el cuerpo muerto del Árbol Blanco de Minas Tirith quedó en la Plaza del Manantial.
Al finalizar la Guerra del Anillo, Gandalf llevó a Aragorn a la falda meridional del Mindolluin y a un pequeño altiplano de esta, en donde el rey encontró un retoño del Árbol Blanco que había permanecido allí, con escaso tamaño durante casi 300 años. Fue transportado a Minas Tirith y plantado en la Ciudadela en donde a los pocos años se hizo grande y fuerte. El anterior fue depositado con todos los honores en el cementerio de reyes y senescales.
- Datos: Q428531